# Pericallis lanata
La palomera (Pericallis lanata) es una especie de Pericallis perteneciente a la familia de las asteráceas. Se trata de una hierba perenne con tallos y hojas cubiertos de pelos plateados con flores grandes.

## Distribución geográfica
P. lanata es un endemismo de la isla de Tenerife en las Islas Canarias.

## Sinonimia
- Cineraria lanata
- Senecio heritieri[2]